# Wszystko za życie (książka)
Wszystko za życie (oryginalny tytuł = Into the Wild) – książka autorstwa amerykańskiego dziennikarza, pisarza i podróżnika Jona Krakauera wydana w roku 1996. Opowiada ona o życiu Chrisa McCandlessa.

## Opis fabuły
Młody Christopher McCandless po skończeniu studiów, zainspirowany powieściami Jacka Londona, wyrusza w trwającą niemal 2 lata podróż po Ameryce Północnej. Skończyła się dla niego śmiercią głodową na Alasce. Pisząc ją, Krakauer opierał się na relacjach naocznych świadków, listach, które wysyłał do przyjaciół i dziennikach, które prowadził przez większą część swojej wędrówki. Oprócz McCandlessa autor przedstawia sylwetki kilku podobnych mu tułaczy oraz niektóre wydarzenia z własnej przeszłości. 

## Geneza
Początkowo Krakauer miał napisać tylko reportaż na zlecenie magazynu "Outside" o głośnej wtedy sprawie znalezienia zwłok chłopaka blisko Parku Narodowego Denali. Zafascynowała go jednak historia młodego mężczyzny, który porzucił dostatnie życie, by zostać trampem, tak że artykuł rozwinął się w książkę.

## Ekranizacja
W 2007 roku film na jej podstawie nakręcił Sean Penn. Jest to czwarty film napisany i wyreżyserowany przez niego. W rolę McCandlessa wcielił się Emile Hirsch. Piosenki stworzył i wykonał wokalista grupy Pearl Jam, Eddie Vedder.